# Lorenz Diefenbach

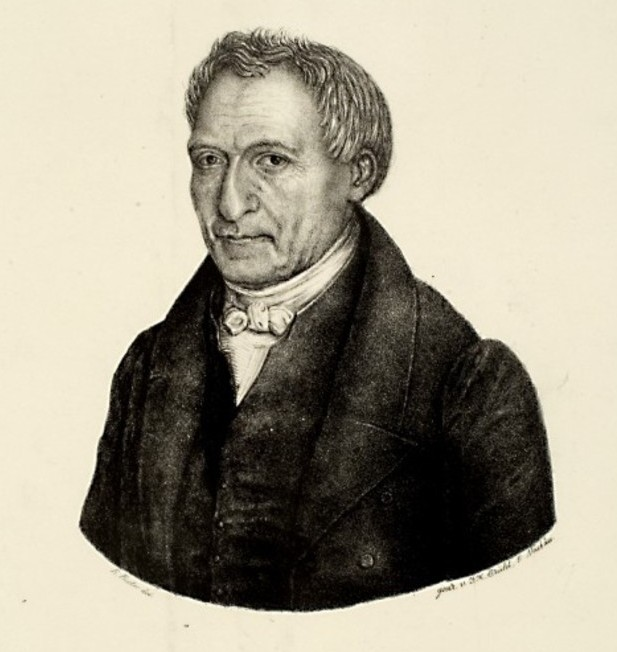
Lorenz Diefenbach

Georg Anton Lorenz Diefenbach, född 19 juli 1806 i Ostheim, lantgrevskapet Hessen-Darmstadt, död 28 mars 1883 i Darmstadt, var en tysk språkforskare och författare.
Diefenbach deltog 1848 i Vorparlamentet i Frankfurt am Main och anställdes 1865 som stadsbibliotekarie i nämnda stad. Utöver nedanstående skrifter författade han även bland annat romaner, noveller, lyriska dikter och politiska artiklar. Mest känd av hans skönlitterära verk torde vara romanen Arbeit macht frei (1872), vars titel sedermera kom att brukas som paroll av den tyska naziregimen.